# Mary Travers
Mary Travers (Louisville, Estados Unidos; 9 de noviembre de 1936 - Danbury, Estados Unidos; 16 de septiembre de 2009) fue una cantante y compositora estadounidense. 

## Biografía
Mary Travers fue integrante del trío Peter, Paul and Mary, un exitoso grupo musical estadounidense de música folk en la década de 1960. También grabó cinco álbumes como solista.
Se casó cuatro veces. Fue madre de dos hijas Erika Marshall y Alicia Travers. 
Falleció debido a la leucemia que padecía, el 16 de septiembre de 2009 en Connecticut, a los 72 años.

## Discografía
- 1962, Peter, Paul and Mary
- 1963, Moving
- 1963, In the Wind
- 1964, In Concert
- 1965, A Song Will Rise
- 1965, See What Tomorrow Brings
- 1966, The Peter, Paul and Mary Album
- 1967, Album 1700
- 1967, In Japan
- 1968, Late Again
- 1969, Peter, Paul and Mommy
- 1970, The Best of Peter, Paul and Mary: Ten Years Together
- 1971, Mary, Warner Bros. (solita)
- 1972, Morning Glory, Warner Bros. (solista)
- 1973, All My Choices, Warner Bros. (solista)
- 1974, Circles, Warner Bros. (solista)
- 1978, It's In Everyone of Us, Chrysalis. (solista)
- 1978, Reunion
- 1983, Such Is Love
- 1986, No Easy Walk To Freedom
- 1988, A Holiday Celebration
- 1990, Flowers & Stones
- 1993, Peter, Paul and Mommy, Too
- 1995, Once Upon The Time
- 1995, PPM& (LifeLines)
- 1996, Lifelines Live
- 1998, Around the Campfire
- 1998, The Collection
- 1999, Songs of Conscience and Concern
- 2000, Don't Laugh at Me
- 2004, Carry It On
- 2004, In These Times
- 2005, The Very Best of Peter, Paul & Mary
- 2005, Platinum Collection
- 2006, Weave Me the Sunshine
- 2008, The Solo Recordings (1971-1972)